# Рёверс, Марвин
Марвин Рёверс (нидерл. Marwin Reuvers; 4 марта 1999, Розендал, Нидерланды) — нидерландский футболист, полузащитник клуба «Розендал».

## Карьера
Марвин начал заниматься футболом в клубе РКСВ БСК из своего родного города, Розендала. В 2012 году присоединился к юношеской команде НАК Бреда.
С сезона 2017/18 начал привлекаться к тренировкам с основным составом и несколько раз попал в заявку на матчи. Дебютную игру в Эредивизи Рёверс провёл 18 августа 2018 года против «Де Графсхапа». В дебютном сезоне сыграл в пяти матчах чемпионата, а также в одной кубковой игре против «Валвейка».
Летом 2021 года перешёл в «Розендал».